# Пшецешин
Пшецешин (пол. Przecieszyn) — село в Польщі, у гміні Бжеще Освенцимського повіту Малопольського воєводства.
Населення — 1133 особи (2011).
У 1975-1998 роках село належало до Катовицького воєводства.

## Демографія
Демографічна структура станом на 31 березня 2011 року:
|          | Загалом | Допрацездатний вік | Працездатний вік | Постпрацездатний вік |
| -------- | ------- | ------------------ | ---------------- | -------------------- |
| Чоловіки | 554     | 115                | 375              | 64                   |
| Жінки    | 579     | 109                | 327              | 143                  |
| Разом    | 1133    | 224                | 702              | 207                  |